# Suchowola
Suchowola è un comune urbano-rurale polacco del distretto di Sokółka, nel voivodato della Podlachia.
Ricopre una superficie di 255,89 km² e nel 2004 contava 7 453 abitanti. Situata sulle rive del fiume Olszanka.

## Geografia fisica
La città si trova nel voivodato della Podlachia dal 1999, mentre dal 1975 al 1998, con la vecchia suddivisione in voivodati, apparteneva al voivodato di Białystok.

## Storia

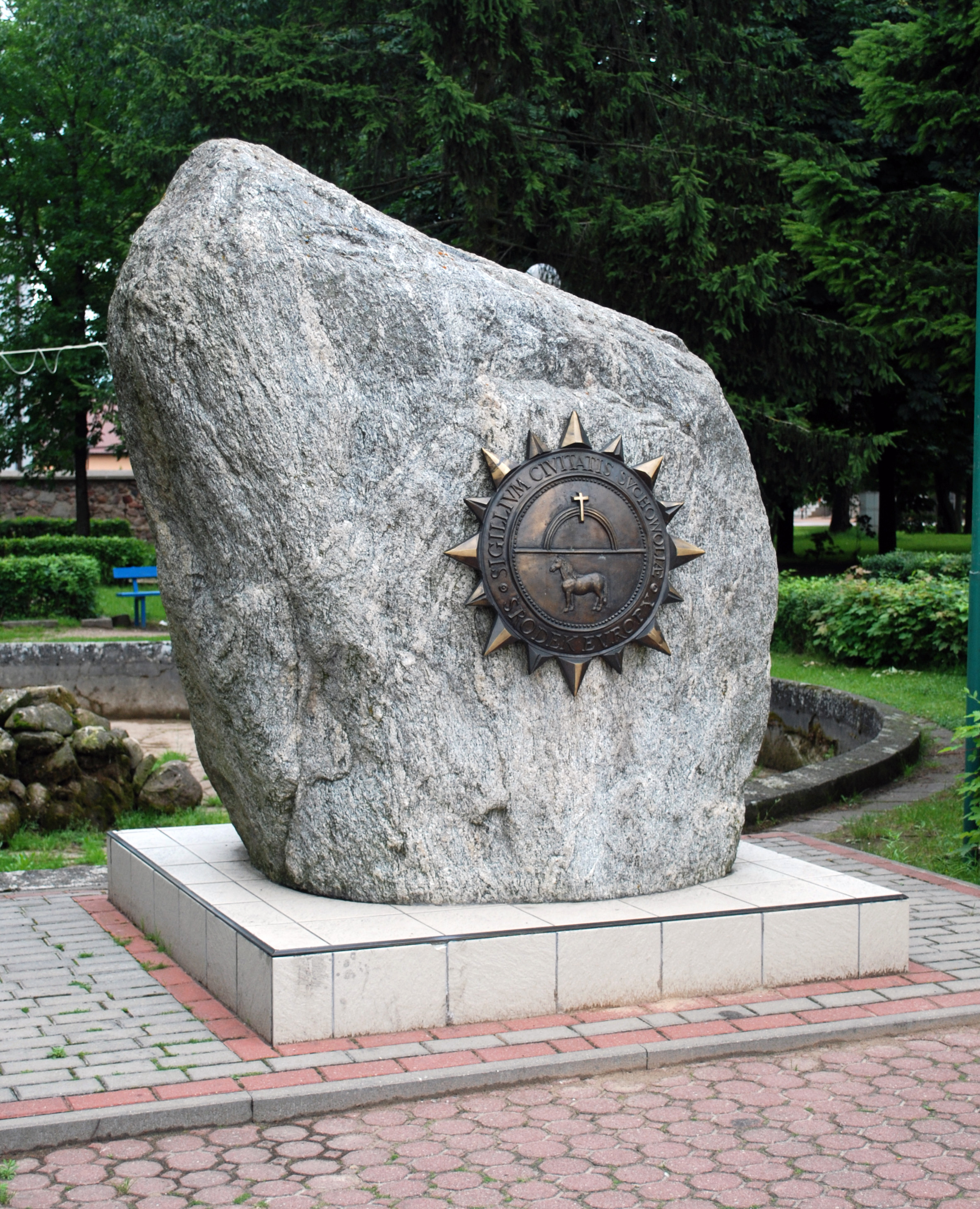
Il monumento

Suchowola fu fondata nel XVI secolo e nel 1777 le furono concessi i diritti da città. Nel 1775, l'astronomo reale Szymon Antoni Sobiekrajski pubblicò un rapporto nel quale sosteneva che Suchowola fosse l'esatto centro geografico dell'Europa.
A causa di gravi perdite di popolazione durante la seconda guerra mondiale, lo status di città fu sospeso nel 1950, per essere poi riassegnato il 1º gennaio 1997.